# Emina Bektas
Emina Bektas, née le 30 mars 1993, est une joueuse américaine de tennis, professionnelle depuis 2016.

## Carrière
Emina Bektas s'entraîne à ses débuts à l'académie de John Newcombe à New Braunfels au Texas. Elle dispute trois tournois en 2013 et en remporte un à Evansville. Après quatre années passées à l'université du Michigan, elle rejoint le circuit professionnel en janvier 2016 lors d'une tournée aux Antilles. En septembre 2017, elle s'impose sur le 80 000 $ d'Albuquerque qui reste son titre le plus important à son actif. Quatre ans plus tard, elle s'impose à Las Vegas.
En 2022, elle parvient en finale du double du tournoi WTA 250 de Bogota. Elle réalise sa meilleure saison en 2023. Elle parvient cette année-là en quart de finale à Bois-le-Duc et en demi-finale à Séoul. Le 29 octobre, elle remporte son 1er tournoi WTA 125 à Tampico.
Elle a remporté, à ce jour, 7 titres en simple et 25 en double sur le circuit ITF.

## Palmarès

### Titre en double dames
Aucun

### Finale en double dames
| No | Date       | Nom et lieu du tournoi                       | Catégorie | Dotation  | Surface      | Vainqueures                  | Partenaire | Score            |          |
| -- | ---------- | -------------------------------------------- | --------- | --------- | ------------ | ---------------------------- | ---------- | ---------------- | -------- |
| 1  | 04/04/2022 | Copa Colsanitas presentado por Zurich Bogota | WTA 250   | 239 477 $ | Terre (ext.) | Astra Sharma Aldila Sutjiadi | Tara Moore | 4-6, 6-4, [11-9] | Parcours |

### Titre en simple en WTA 125
| No | Date       | Nom et lieu du tournoi   | Catégorie | Dotation  | Surface    | Finaliste       | Score          |          |
| -- | ---------- | ------------------------ | --------- | --------- | ---------- | --------------- | -------------- | -------- |
| 1  | 23-10-2023 | Abierto Tampico, Tampico | WTA 125   | 115 000 $ | Dur (ext.) | Anna Kalinskaya | 6-3, 3-6, 7-63 | Parcours |

## Parcours en Grand Chelem

### En simple dames
| Année | Open d'Australie | Open d'Australie    | Internationaux de France | Internationaux de France | Wimbledon       | Wimbledon        | US Open | US Open          |
| ----- | ---------------- | ------------------- | ------------------------ | ------------------------ | --------------- | ---------------- | ------- | ---------------- |
| 2022  | 1er tour (1/64)  | Liudmila Samsonova  | Q1                       | Arina Rodionova          | 1er tour (1/64) | Bianca Andreescu | Q1      | Kimberly Birrell |
| 2023  | —                | —                   | —                        | —                        | Q1              | Clara Tauson     | Q3      | Olivia Gadecki   |
| 2024  | 1er tour (1/64)  | Kamilla Rakhimova   | 1er tour (1/64)          | Mirra Andreeva           | 1er tour (1/64) | Erika Andreeva   | Q1      | Simona Waltert   |
| 2025  | Q3               | Elena-Gabriela Ruse | Q1                       | Astra Sharma             |                 |                  |         |                  |

N.B. : à droite du résultat se trouve le nom de l'ultime adversaire.

### En double dames
| Année | Open d'Australie                                                                 | Open d'Australie | Internationaux de France             | Internationaux de France                                                     | Wimbledon                                                                             | Wimbledon                                                                            | US Open                                                                         | US Open |
| ----- | -------------------------------------------------------------------------------- | ---------------- | ------------------------------------ | ---------------------------------------------------------------------------- | ------------------------------------------------------------------------------------- | ------------------------------------------------------------------------------------ | ------------------------------------------------------------------------------- | ------- |
| 2017  | —                                                                                | —                | —                                    | —                                                                            | —                                                                                     | —                                                                                    | 1er tour (1/32) A. Anisimova \|\| style="text-align:left;" \| S. Aoyama Yang Z. |         |
|       |                                                                                  |                  |                                      |                                                                              |                                                                                       |                                                                                      |                                                                                 |         |
| 2021  | —                                                                                | —                | —                                    | —                                                                            | 1er tour (1/32) Q. Gleason \|\| style="text-align:left;" \| G. Minnen A. Van Uytvanck | 1er tour (1/32) T. Moore \|\| style="text-align:left;" \| A. Petkovic A. Tomljanović |                                                                                 |         |
| 2022  | —                                                                                | —                | 2e tour (1/16) T. Moore \|\| Forfait | 1er tour (1/32) K. Kučová \|\| style="text-align:left;" \| H. Dart H. Watson | —                                                                                     | —                                                                                    |                                                                                 |         |
|       |                                                                                  |                  |                                      |                                                                              |                                                                                       |                                                                                      |                                                                                 |         |
| 2024  | 1er tour (1/32) K. Day \|\| style="text-align:left;" \| L. Kichenok J. Ostapenko |                  |                                      |                                                                              |                                                                                       |                                                                                      |                                                                                 |         |

N.B. : le nom de la partenaire se trouve sous le résultat ; les noms des ultimes adversaires se trouvent à droite.

## Parcours en WTA 1000
Les tournois WTA « Premier Mandatory » et « Premier 5 » (entre 2009 et 2020) et WTA 1000 (à partir de 2021) constituent les catégories d'épreuves les plus prestigieuses, après les quatre levées du Grand Chelem. 

De 2009 à 2023, les tournois Premier Mandatory (dits tournois WTA 1000 obligatoires entre 2021 et 2023) regroupent Indian Wells, Miami, Madrid et Pékin, les autres constituant les tournois Premier 5 (tournois WTA 1000 non-obligatoires). À partir de 2024, le nombre de tournois WTA 1000 passe à 10 par saison (fin de l’alternance Doha / Dubaï), ces derniers devenant tous obligatoires et offrant tous 1000 points à la vainqueure (contre 900 points précédemment pour les tournois Premier 5).

### En simple dames
| Année |       |              |       |        |      |        |            |       |                              |                              |  |  |
| Doha  | Dubaï | Indian Wells | Miami | Madrid | Rome | Canada | Cincinnati | Pékin | Wuhan                        | Wuhan                        |  |  |
| Doha  | Dubaï | Indian Wells | Miami | Madrid | Rome | Canada | Cincinnati | Pékin | Wuhan                        | Wuhan                        |  |  |
| Doha  | Dubaï | Indian Wells | Miami | Madrid | Rome | Canada | Cincinnati | Pékin | Wuhan                        | Wuhan                        |  |  |
| 2024  |       |              |       |        |      |        |            |       |                              | 1er tour (1/64) E. Avanesyan |  |  |
| 2025  |       |              |       |        |      |        |            |       | 1er tour (1/64) A. Sevastova |                              |  |  |

Sous le résultat, l’ultime adversaire.
1. 1 2   Les tournois de Doha et Dubaï alternent le statut de tournoi WTA 1000 (ex Premier 5) entre 2009 et 2023 : les trois premières éditions ont lieu à Dubaï, les trois suivantes à Doha, puis Dubaï accueille le tournoi de cette catégorie les années impaires et Dubaï les années paires. De 2011 à 2023, la ville qui n’accueille pas de WTA 1000 organise à la place un tournoi WTA 500 (ex Premier).
2. 1 2 3 4 5 6   L’ordre de déroulement des tournois a évolué depuis 2009 : Rome se dispute avant Madrid et Cincinnati avant Montréal/Toronto jusqu’en 2010, tandis que Tokyo (2009-2013)-Wuhan (2014-2019, 2024-)-Guadalajara (2022-2023) ont lieu avant Pékin jusqu’en 2023.

## Classements WTA en fin de saison
| Année          | 2013 | 2014 | 2015 | 2016 | 2017 | 2018 | 2019 | 2020 | 2021 | 2022 | 2023 | 2024 |
| Rang en simple | 799  | –    | –    | 548  | 258  | 408  | 418  | 417  | 239  | 360  | 82   | 202  |
| Rang en double | 1064 | –    | –    | 291  | 138  | 435  | 208  | 243  | 118  | 102  | 213  | 292  |

Source : (en) Classements de Emina Bektas sur le site officiel de la Fédération internationale de tennis